# Éjjeli őrjárat (festmény)
Az Éjjeli őrjárat (Schutters van wijk II onder leiding van kapitein Frans Banninck Cocq) Rembrandt leghíresebb festménye, a művészettörténet egyik legtöbbet elemzett műve, melynek részletei ma is a titokzatosság homályába burkolóznak. A festmény jelenleg a amszterdami Rijksmuseum legnagyobb termében függ, olyan nagy (363×437 cm), hogy elfoglalja az egész hátsó falat, pedig egyes darabokat régebben levágtak róla. Vitathatatlanul ez a múzeum egyik leghatásosabb festménye.

## Története
A megrendelést valószínűleg 1639-ben, vagy 1640-ben kapta Rembrandt a Frans Banning Cocq által vezetett lövészegylettől. Más festők – többek között Nicolas Elias és Joachim von Sandrart – is megbízást kaptak a Polgárőrség Háza az Amstel folyóra néző termének díszítésére. Rembrandt számos rajzvázlatot is készített műve elkezdése előtt. Az egyiken ez olvasható: „A Polgárőrség Házának nagytermében elhelyezendő festmény vázlata, amely azt ábrázolja, amint az ifjabbik Purmerlandt báró (Frans Banning-Cocq), a Polgárőrség kapitánya, parancsot ad hadnagyának, Vlaerdingen (Willem van Rytenburch) lovagnak, hogy vonultassa ki századát.” Rembrandt 16 portré elkészítésére kötött szerződést, a képen mégis 31 személyt láthatunk. A művész 1600 holland forintot kapott művéért, ami abban az időben igen soknak számított. A vélemények megoszlanak arról, hogy milyen volt a fogadtatása a képnek, de valószínű, hogy néhányan a megrendelők közül elégedetlenek lehettek, amiért nem egyenlő súllyal mutatja őket Rembrandt egyedi kompozíciója. Később a szereplők neve rákerült a festmény hátterében látható kapucímerre, így az alakok azonosíthatóvá váltak.
A kép Európa-szerte megalapozta Rembrandt hírnevét. A firenzei Filippo Baldinucci így ír erről: „Egyik nagy vásznával, amelyet az idegen lovagok szállásán helyeztek el, és amely a polgárőrség egyik osztagát ábrázolja, oly nagy nevet szerzett, hogy kevés nagyobbat szerzett magának valaha is más művészember azon a földön.”
1715-ben a festményt átszállították a városházára, mivel a Polgárőrség Házát lebontásra ítélték. Ekkor megcsonkították a képet: aljából háromnegyed métert, bal széléből pedig 22 centimétert levágtak. Az eredeti kompozíciót Frans Banning-Cocq családi albumában lévő aquarell vázlatból ismerjük, mely a még csonkítatlan művet ábrázolja.
A képnek eredetileg nem volt címe, az „Éjjeli őrjárat” elnevezést angol (sir Joshua Reynolds) és francia műértőktől kapta az 1790-es években, mivel a kép az idők folyamán rárakódott szennyeződéstől és az alkalmazott fedő lakkrétegek barnulásától sötét tónusúvá vált. Az amszterdami Rijksmuseum restaurátorai 1947-ben láttak neki, hogy eltávolítsák a port és a sok lakkréteget a képről, így előtűnt a már korábban is sejtett tény: Rembrandt az alakokat eredetileg nem éjjeli homályban, hanem tűző napsütésben ábrázolta.

## Értelmezések
Remrandt életművében döntő fontosságú az Éjjeli őrjárat. Benne van minden, ami eddig történt, de előre is mutat – a későbbiekben a művész egyre inkább elszakad a korízléstől.

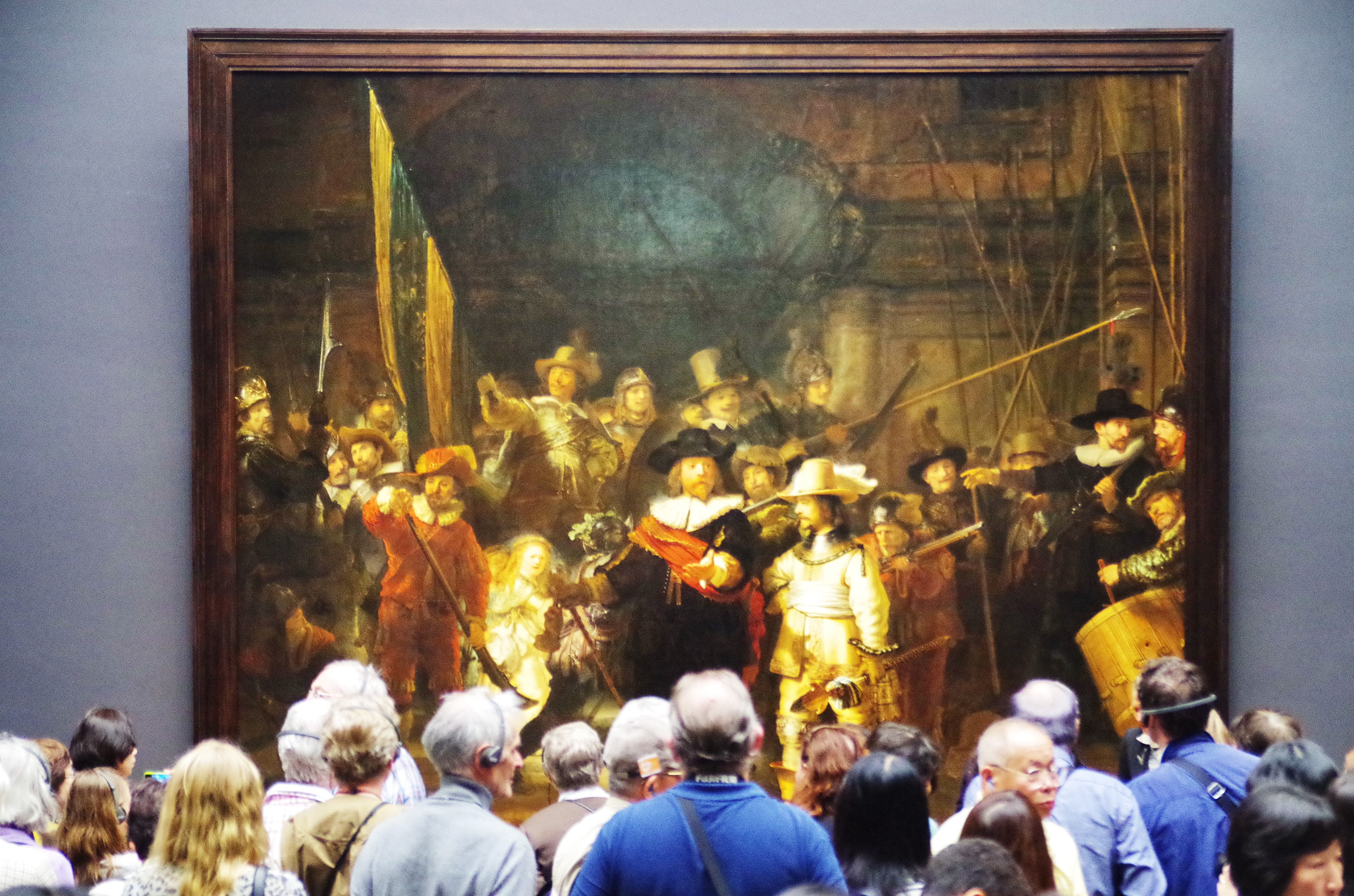
Az Éjjeli őrjárat és csodálói a Rijskmuseumban

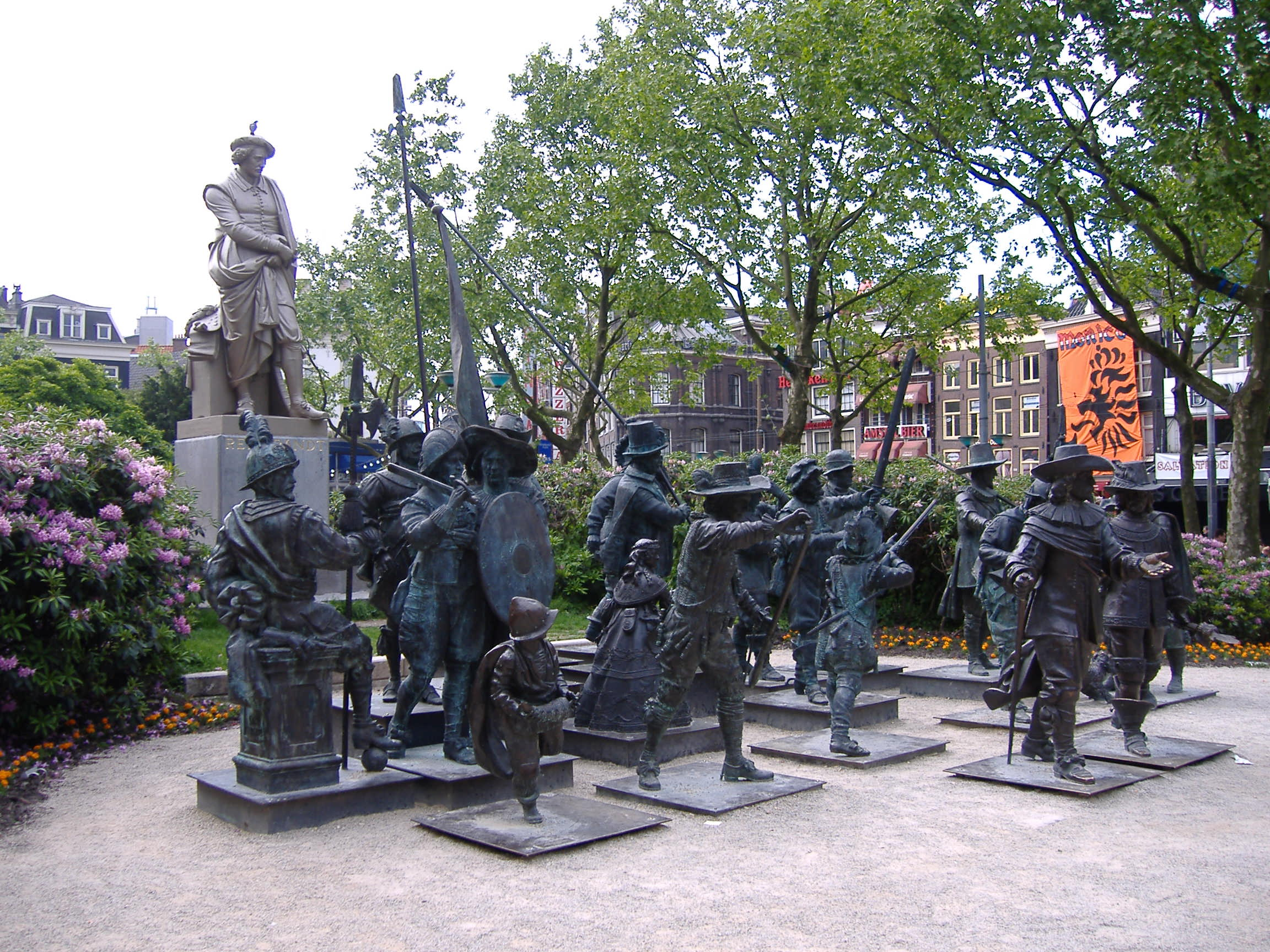
Éjjeli őrjárat 3D-ben